# Julian Alston
Julian M. Alston (* 30. Oktober 1953 in Melbourne) ist ein australisch-US-amerikanischer Agrarökonom. Er ist Professor an der University of California, Davis.

## Leben
Alston wuchs auf einem Bauernhof im nördlichen Victoria auf. Er studierte Agrarwissenschaften an der University of Melbourne (Bachelor, 1975) und der La Trobe University (Master, 1979). Seinen Ph.D. in Wirtschaftswissenschaften erhielt er 1984 an der North Carolina State University. Von 1984 bis 1988 arbeitete Alston im Landwirtschaftsministerium von Victoria. Seit 1988 ist er Professor an der University of California in Davis.
Alston ist verheiratet und hat zwei Kinder.

## Arbeit
Alstons Forschungsinteressen sind Agrarpolitik, Natürliche Ressourcen, wirtschaftliche Entwicklung, sowie die Auswirkungen der Agrarforschung.

## Veröffentlichungen (Auswahl)
- James Chalfant & Julian M. Alston (1988): Accounting for Changes in Tastes. Journal of Political Economy 96: 391–410.
- Richard Green & Julian Alston (1990): Elasticities in AIDS Models (PDF-Datei; 150 kB). American Journal of Agricultural Economics 72: 442–445.
- Julian Alston, Connie Chan-Kang, Michele Marra, Philip Pardey, TJ Wyatt: A meta-analysis of rates of return to agricultural R&D: ex pede Herculem? (Memento vom 2. Februar 2014 im Internet Archive) (PDF-Datei; 81 kB) IFPRI, 2000. ISBN 0-89629-116-2.